# Ferenc Szisz
Ferenc Szisz (francisé généralement en François), né le 20 septembre 1873 à Szeghalom dans le comitat de Békés en Hongrie et mort le 21 février 1944 à Auffargis dans les Yvelines, en France, est un pilote automobile hongrois, vainqueur sur le circuit du Mans du Grand Prix de France 1906, le premier Grand Prix de l'histoire de la course automobile.

## Biographie
De formation serrurier et chaudronnier durant ses jeunes années hongroises, il arrive en France au printemps 1900 après un début de parcours professionnel en Autriche et en Allemagne, embauché comme ingénieur et pilote-testeur par Louis Renault pour sa compagnie naissante.
Il succède à Marcel Renault comme pilote de course après son décès dans la course automobile Paris-Madrid en 1903 (épreuve où lui-même est déjà le mécanicien embarqué de Louis, classé deuxième). En 1905 il termine cinquième des Éliminatoires français de la Coupe automobile Gordon Bennett sur le circuit d'Auvergne à Clermont-Ferrand, puis en octobre de la même année il finit cinquième de la Coupe Vanderbilt à Long Island. Il devient alors chef du département essai.
Il est, malgré ses occupations professionnelles, le premier vainqueur du Grand Prix de l'ACF, le doyen des Grand Prix automobiles, le 6 juin 1906 au Mans sur une Renault modèle AK 90 HP à 101,2 km/h de moyenne avec M. Marteau pour mécanicien embarqué.
Il participe à quatre reprises à la course, de 1906 à 1908, où il termine deuxième en 1907, toujours sur Renault. Il y participe une dernière fois en 1914 tiré de sa retraite par Fernand Charron pour conduire une Alda (en), (une entreprise que ce dernier a fondé à Lyon avec Léonce Girardot et Carl Voigt). Portant l'honorifique numéro 1, il se blessant à mi-parcours.
Entre-temps il participe au Grand Prix des États-Unis à Savannah en Géorgie, organisé par l'Automobile Club of America. Début 1909, il quitte Renault pour ouvrir un garage à Neuilly-sur-Seine, qu'il abandonne en 1920. Durant cette période, il remporte tout de même le Circuit de l'Anjou en juillet 1914 sur une Lorraine-Dietrich, succédant ainsi à son équipier de Lariboisière sur un parcours de 372 kilomètres.
Il sert dans l'armée française durant la Première Guerre mondiale, comme aide de transport de troupes en Algérie où il attrape la typhoïde. Il travaille ensuite dans une usine d'aviation.
La salle de presse du Hungaroring porte son nom et le musée Szisz est une partie intégrante du musée Renault localisé près de la piste du Mans.

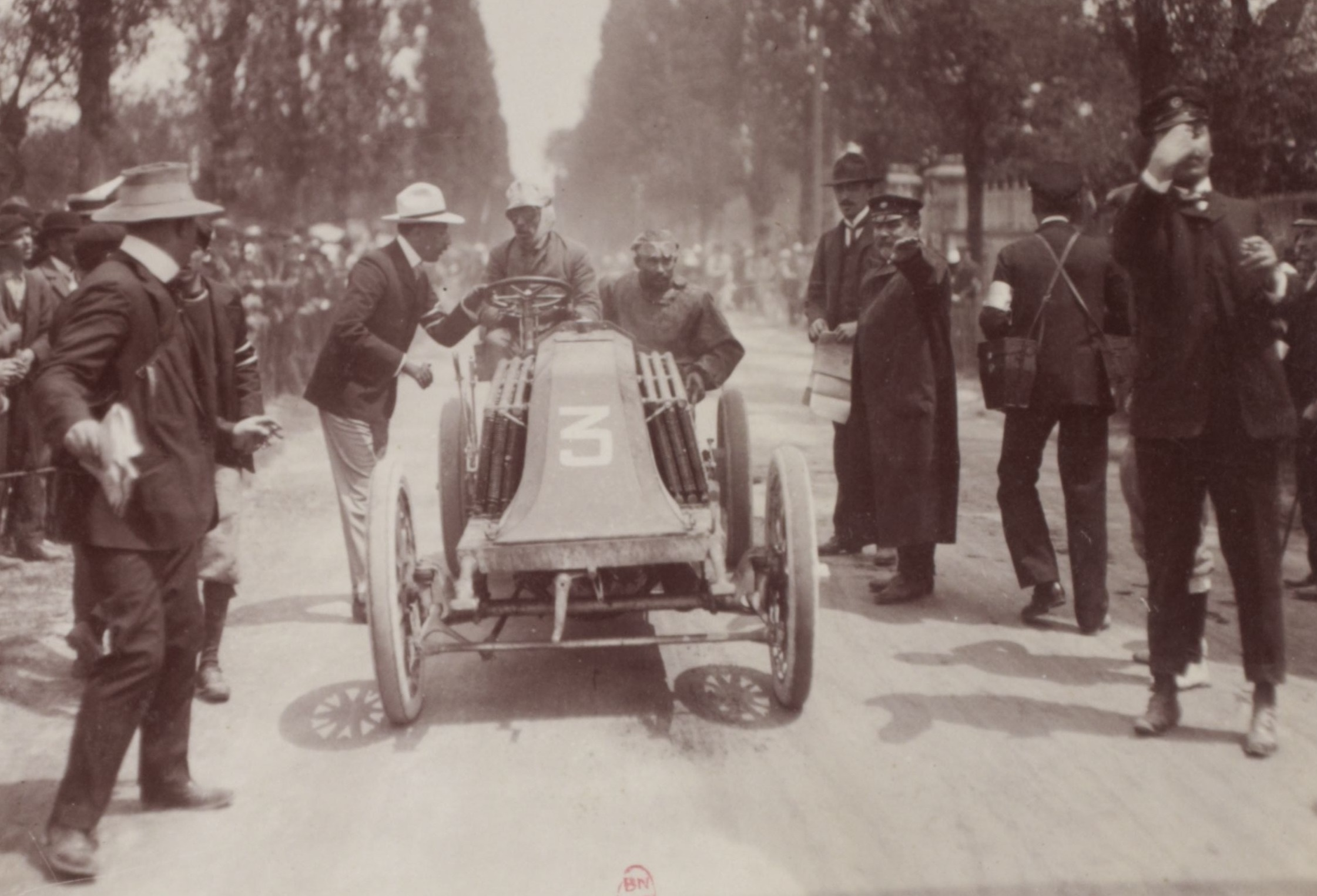
Louis Renault deuxième au général à son arrivée à Bordeaux (Paris-Madrid 1903), avec le mécanicien Ferenc Szisz à sa gauche
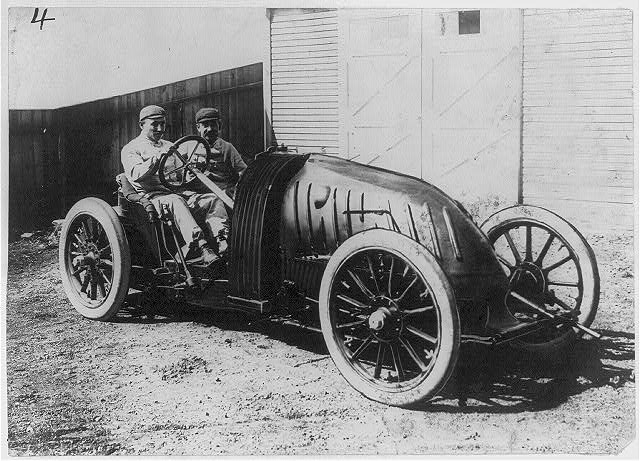
Ferenc Szisz en 1905: voiture 5e des coupes Gordon Bennett puis Vanderbilt
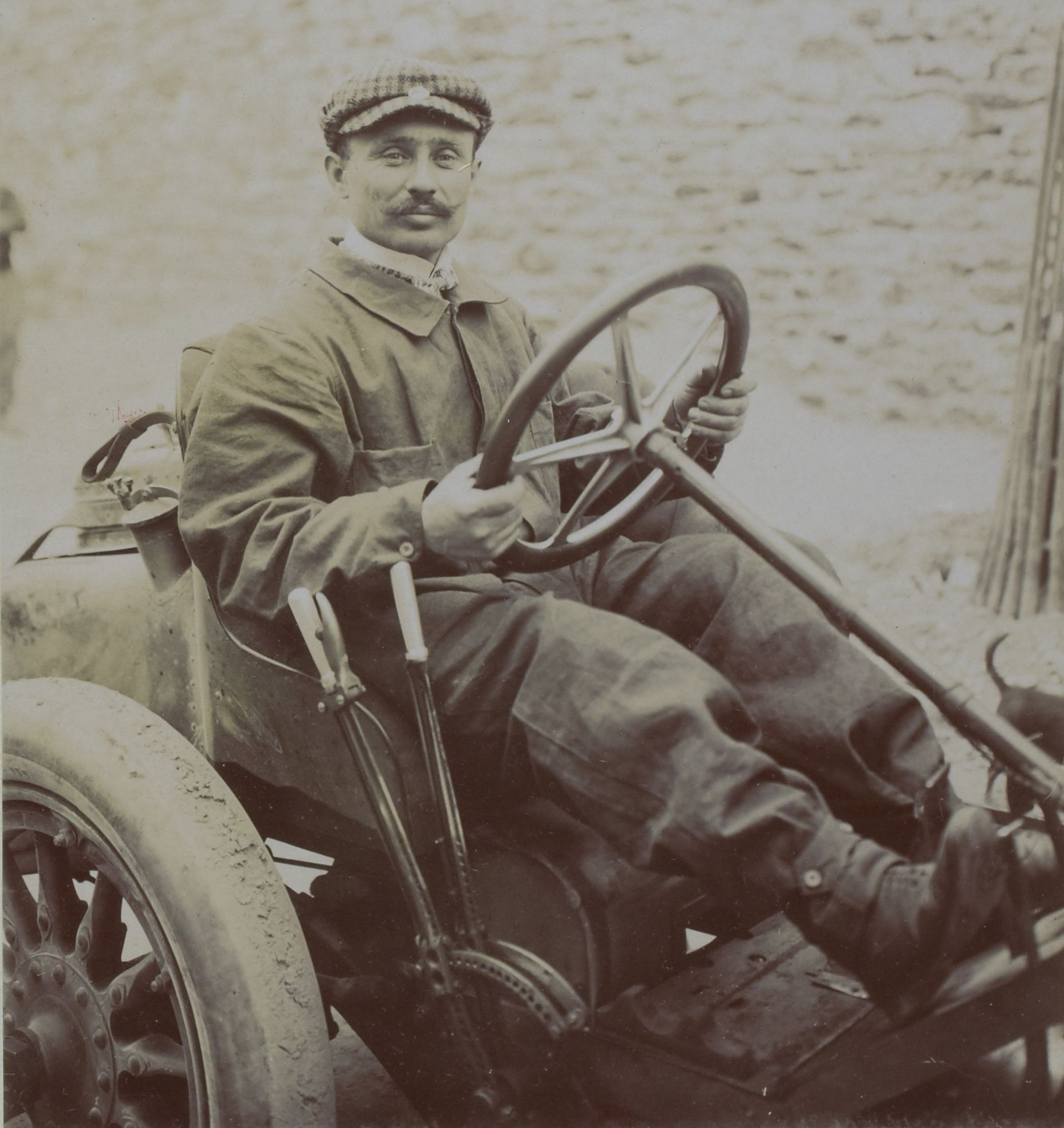
Szisz avant le GP de l'ACF 1906
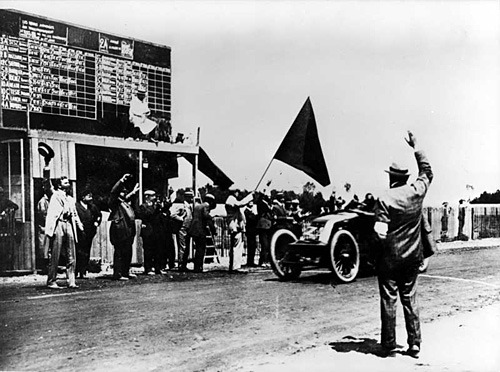
L'arrivée victorieuse au GP de l'ACF 1906
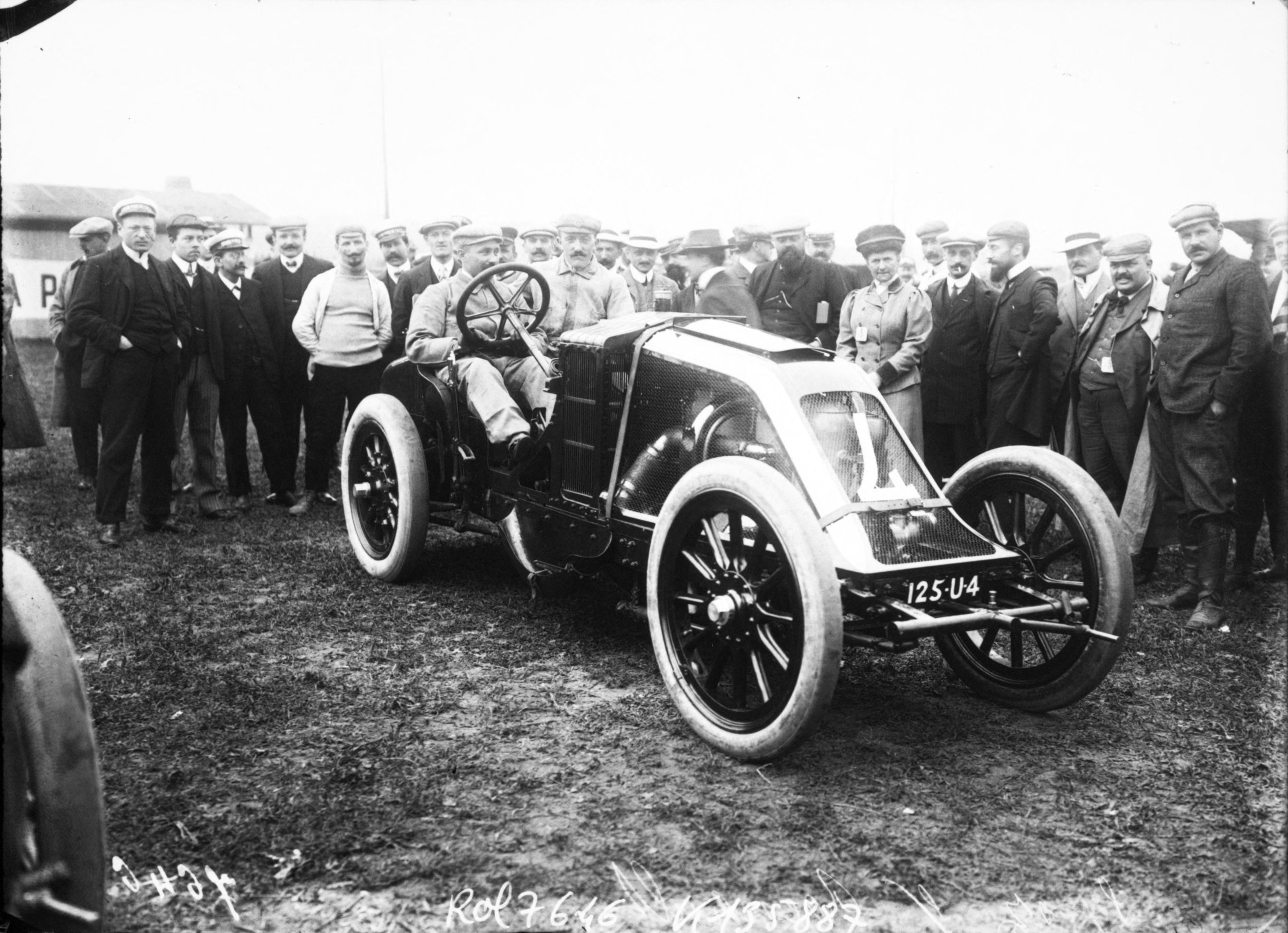
Ferenc Szisz au Grand Prix de France 1908 (à Dieppe)
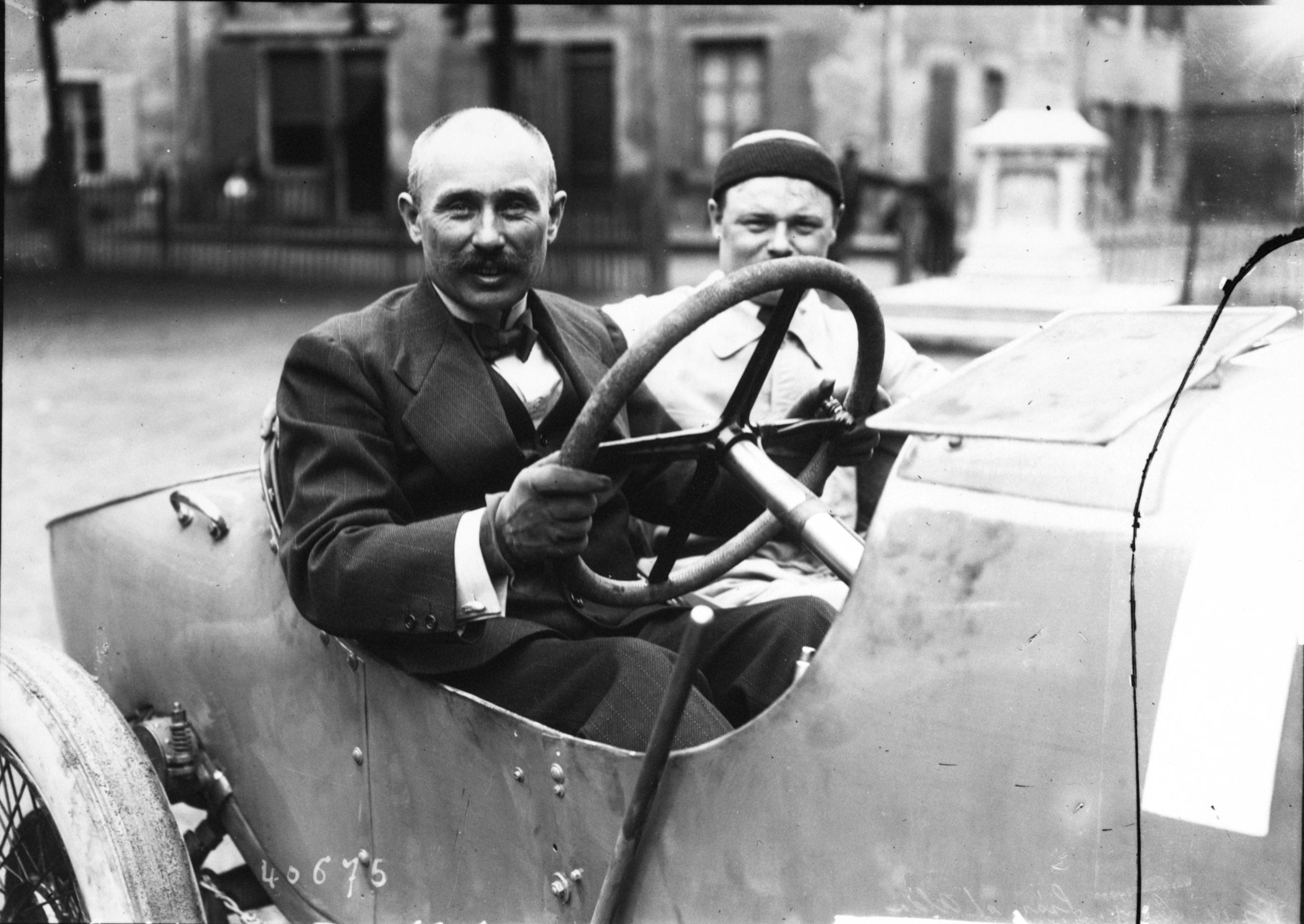
Ferenc Szisz au Grand Prix de France 1914
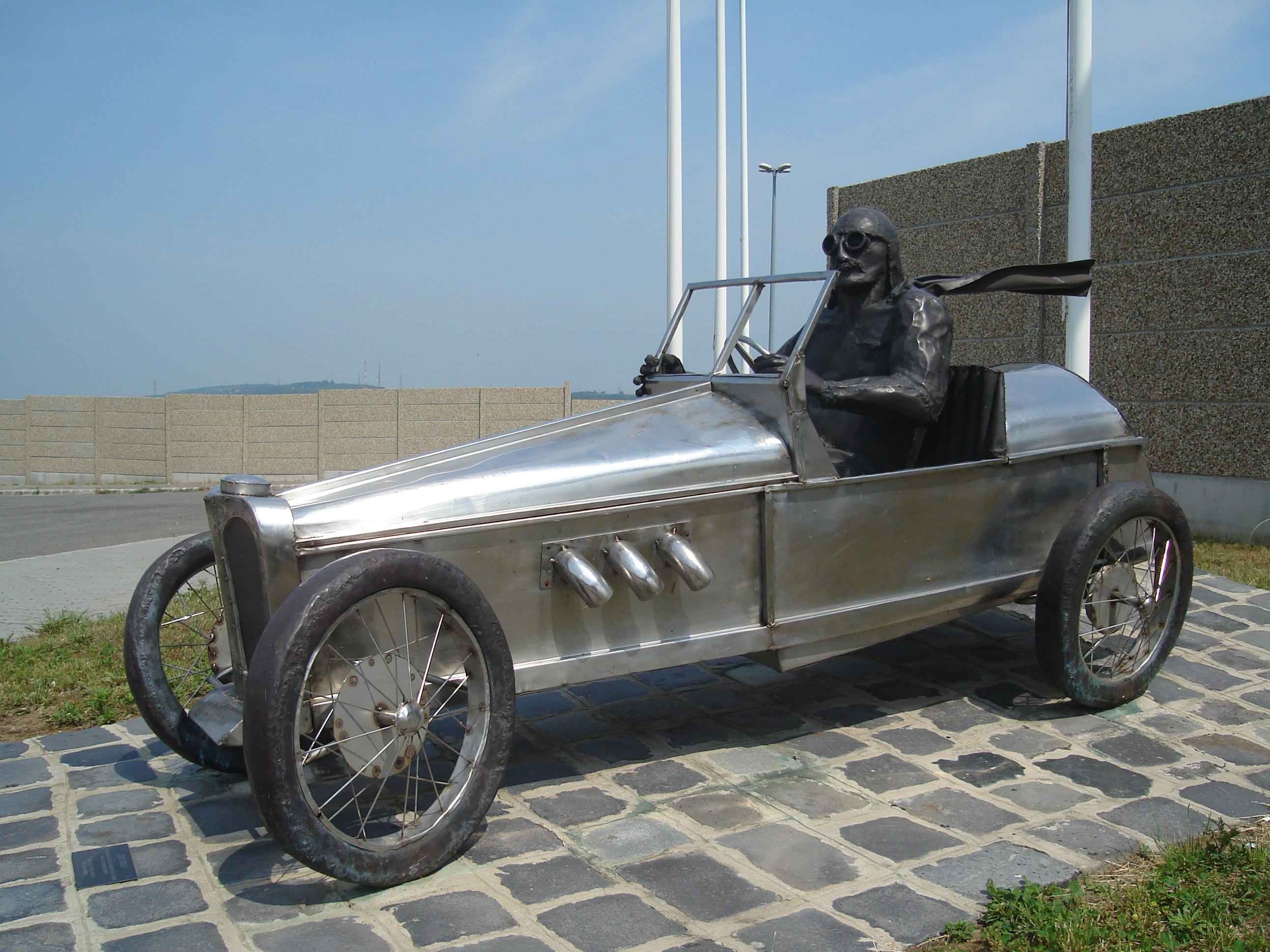
Statue de Ferenc Szisz à l'entrée principale du Hungaroring